# الصحة بكل المقاسات
الصحة بكل المقاسات Health at Every Size (HAES)، هي نظرية صحية تركز على الأكل الصحي والنشاط الفيزيائي المقبول أكثر من الحميات وخسارة الوزن.

## نظرة عامة
المكونات الرئيسية لHAES كما وصفها جون روبنسون هي:
1. تقبل الذات: تأكيد وتعزيز أن قيمة الجمال الإنساني المرتبطة بالأوزان المختلفة، الأحجام الفيزيائية والأشكال.
2. النشاط الفيزيائي: لدعم زيادة الحياة الاجتماعية، الحركة التي أساسها السرور من أجل المتعة وتحسين جودة أسلوب الحياة.
3. الأكل الطبيعي: لدعم نبذ القواعد الخارجية المفروضة والريجيمات وإنشاء علاقات يسودها سلام أكثر مع الغذاء عبر تعلم الأكل بالاستجابة للجوع الوظائفي وحالات الإشباع.[1]

عدد كبير من خبراء الصحة تبنوا مقترحات HAES. مؤيدي HAES لا يؤمنون أن المجال الضيق للوزن أو مجال ال (BMI) صحي لكل الأفراد. بالمقابل، نظرية HAES تقول أن أي فرد يقوم بنشاط بدني في حياته، ويأكل استجابة لحالة فيزيائية أكثر من الاستجابة في حالة عاطفية يستقرون عند أوزان مثالية معين. هذه الأوزان قد تكون أكبر أو أصغر من تلك الأوزان المعيارية في التوجيهات الطبية.

## بحث
مبادئ الHAES معتمدة على بيانات مقترحة في بحث يحاول تأكيد أن الوصول إلى وزن معياري موصى به أو مجال (BIM)، عادة من خلال الحميات ليس هدفا لفرد يحاول تحسين صحته. هذا البحث يوفر دليلاً على أن التغيير في نمط الحياة يؤدي لتطورات صحية.
- أوضحت دراسة في جامعة كاليفورنيا، دافيس أن البيض، البدناء، والنساءالمدمنات للحمية الذين أعمارهم بين 30-45 أكثر قدرة على إبقاء التغيير في السلوك والتطور الصحي على مدى طويل بعد الالتحاق ببرامج HAES بالمقارنة مع المجموعات الملتحقة ببرامج الحمية التقليدية.[4][5]
- دراسات عديدة أخرى أظهرت أن التمرينات الرياضية تستطيع تحسين مؤشرات الصحة للناس من جميع الأحجام، وليس من الضرورة أن تؤدي لخسارة وزن كبير لدى البدناء[6][7]

## حركة قبول السمنة وHAES
روجت حركة قبول السمنة لHAES كبديل لحمية خسارة الوزن.

## دراسات أخرى
- باكون، ليندا (2008) الحقيقة المفاجئة لوزنك
- كامبوس، ب (2004) لماذا هذا الهوس عند الأمريكان بالوزن خطر على صحتك، نيويورك.

- كامبوس، باول، ابيغايل ساغوي، باول ايرنسبيرغير، إيرك أوليفر وجين جايسير 2006. «أوبئة الوزن الزائد والبدانة» الجريدة الدولية للأوبئة 35:1 ص:55-60.

- ايرنسبيرغير، ب وهاسكيو، ب (1987) تحسين صحة البدناء: نظرة بديلة جريدة البدانة وضوابط الوزن6، 55-137.

- جياسير، ج (2006) البدانة اللياقة والصحة (pdf) ص:18-21.
- غارنر، د.م ووولي، س (1991) مواجهة فشل علاجات الحميات السلوكية على البدناء. مراجعة علم النفس السريرية 11، ص: 729-78.

- روبيسون، ج (2006) الصحة بكل القياسات ص:8-13.
- ساغوي، ابيغايل س وكيفن و.ريلي. 2005. «الأخلاقيات، أخلاقيات تأطير مسابقات على البدناء». جريدة سياسات الصحة-سياسة وقانون 30:5 ص:869-921

- ستيفن، مد وليندا كونر 1997: كيف تكون بصحة ولياقة جيدة مهما كان حجمك.

## وصلات خارجية
- جمعية اختلاف الحجم والصحة.
- اتصالات HAES
- الجمعية الدولية لتحسين قبول السمنة NAAFA

ِ